# 塞居拉
塞居拉（法語：Ségura，法語發音：[seɡyʁa]）是法国阿列日省的一个市镇，位于该省中部偏东北，属于帕米耶区。

## 地理
塞居拉（43°2'12"N, 1°41'28"E）面积8.77 平方千米，位于法国奧克西塔尼大區阿列日省，该省份为法国西南部内陆省份，西部和北部与上加龙省接壤，东临奥德省，东南至东比利牛斯省接壤，南与安道尔和西班牙接壤。
与塞居拉接壤的市镇（或旧市镇、城区）包括：阿尔维尼亚、库萨、居达斯、马莱翁、圣费利克斯-德里约托尔、旺特纳克。

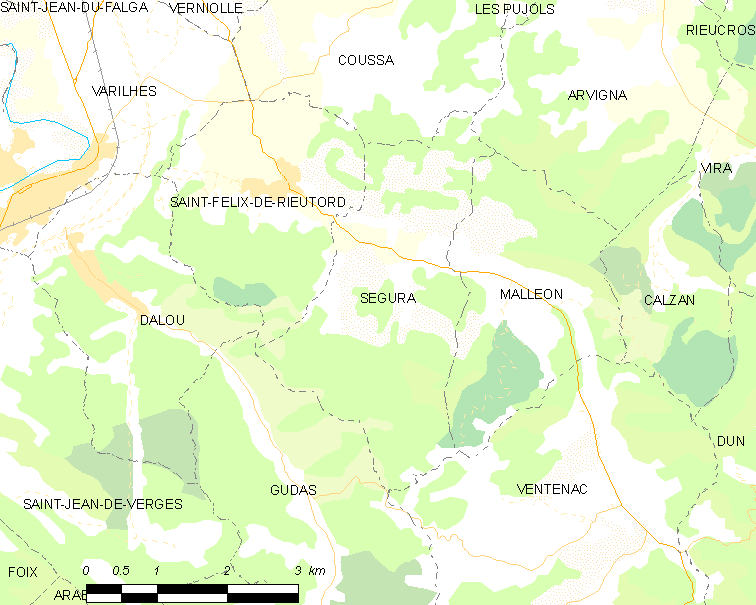
塞居拉的OSM定位图

塞居拉的时区为UTC+01:00、UTC+02:00（夏令时）。

## 行政
塞居拉的邮政编码为09120，INSEE市镇编码为09284。

## 政治
塞居拉所属的省级选区为阿列日河谷县。

## 人口

1962-2008年间塞居拉人口变化图示

塞居拉于2022年1月1日时的人口数量为194人。